# Gerhard Scheller
Gerhard Scheller (Nurembergue, 19 de outubro de 1958) é um ex-ciclista alemão que representou a Alemanha Ocidental nos Jogos Olímpicos de Verão de 1984, em Los Angeles, onde terminou em quinto lugar na prova de velocidade.